# Oppius Statianus
Oppius Statianus was een Romeins militair.
Hij volgde als legatus Marcus Antonius in de oorlog tegen de Parthen (38 v.Chr.). Toen Antonius zich naar Phraata haastte om het te belegeren, liet hij Oppius achter met twee legioenen en de bagage om hem achterna te komen. Maar Oppius en zijn mannen werden door de vijand verrast, waarop een slachtpartij volgde waarbij hij omkwam.

## Antieke bronnen
- Cassius Dio, XLIX 25, 44.
- Plutarchus, Antonius 38.